# Interferometro di Mach-Zehnder

Schema dell'interferometro di Mach-Zehnder

L'interferometro di Mach-Zehnder è un tipo di interferometro a divisione di ampiezza, costituito da due specchi e da due beam splitter. Le onde all'interno del sistema percorrono due strade differenti; la differenza di cammino ottico può essere introdotta da una piccola asimmetria in uno dei beam splitter. Visto che i due percorsi sono separati, tale interferometro è difficile da allineare. Inoltre un variatore di fase (phase shifter) permette d'introdurre uno sfasamento variabile dell'onda tra i due cammini, compreso nell'intervallo {\displaystyle (0^{\circ }\leq \Delta \phi \leq 180^{\circ })}.
Le sue applicazioni sono molto numerose: generalmente lungo uno dei due percorsi viene inserito un oggetto, ad esempio un vetro, che produce una differenza di cammino ottico. Conoscendo tale differenza, è ad esempio possibile calcolare l'indice di rifrazione del mezzo interposto.

## Storia
L'interferometro prende il nome dai fisici Ludwig Mach (figlio di Ernst Mach) e Ludwig Zehnder. La proposta di Zehnder comparve in un articolo del 1891 e fu rifinita da Mach nel 1892.
L'applicabilità dell'interferometria di Mach–Zehnder anche a particelle diverse dai fotoni della luce è stata dimostrata con diversi esperimenti.

## Analisi quantistica

### Percorso usuale

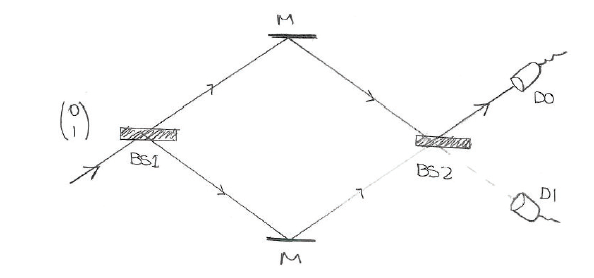
Analisi dei cammini con vettori colonna

Il funzionamento dell'interferometro può essere analizzato immaginando di inviare un singolo quanto di energia (fotone) e non un generico fascio di luce coerente. A ogni cammino viene associato un vettore colonna che tiene conto delle probabilità della particella di compiere l'uno o l'altro percorso.
In figura è riportato il sistema in esame: il vettore {\displaystyle {\binom {0}{1}}} indica il primo cammino del fotone (in basso a sinistra dell'immagine), vi è quindi una probabilità pari a 1 che esso compia questo percorso, mentre la probabilità relativa al cammino superiore è nulla. Incontrando il primo beam splitter (BS1) lo stato del fotone viene modificato: in termini "classici" BS1 riflette metà del fascio incidente e ne trasmette l'altra metà ma, essendo un quanto di energia, il fotone non può essere scisso, perciò è possibile immaginare che la particella compia contemporaneamente entrambi i cammini per poi interferire con sé stesso nel secondo beam splitter (BS2). Per trovare il nuovo vettore colonna, che esprime lo stato del fotone una volta oltrepassato BS1, è sufficiente applicare il prodotto vettoriale tra la matrice del beam splitter e lo stato del fotone incidente:
{\displaystyle BS1={\frac {1}{\sqrt {2}}}{\begin{pmatrix}-1&1\\1&1\end{pmatrix}}}
Si ottiene perciò che il nuovo vettore all'uscita di BS1 sarà:
{\displaystyle {\frac {1}{\sqrt {2}}}{\begin{pmatrix}-1&1\\1&1\end{pmatrix}}\times {\binom {0}{1}}={\binom {\frac {1}{\sqrt {2}}}{\frac {1}{\sqrt {2}}}}}
La probabilità che il fotone segua il percorso superiore coincide con quella di seguire il percorso inferiore (eventi equiprobabili) ed è pari a {\displaystyle \left\vert {\frac {1}{\sqrt {2}}}\right\vert ^{2}={\frac {1}{2}}}
Indicando con {\displaystyle |\uparrow \rangle } lo stato del fotone che compie il cammino superiore e con {\displaystyle |\downarrow \rangle } lo stato relativo al cammino inferiore, all'interno dell'interferometro, il fotone si trova in una sovrapposizione di stati, definita come:
{\displaystyle |\Psi \rangle =\alpha \cdot |\uparrow \rangle +\beta \cdot |\downarrow \rangle ={\frac {1}{\sqrt {2}}}\cdot |\uparrow \rangle +{\frac {1}{\sqrt {2}}}\cdot |\downarrow \rangle }
Gli specchi M1 e M2 non modificano le probabilità, il vettore rimane lo stesso calcolato precedentemente fino a quando non si incontra il secondo beam splitter (BS2).
Per calcolare il nuovo stato del fotone si considera la matrice relativa a BS2:
{\displaystyle BS2={\frac {1}{\sqrt {2}}}{\begin{pmatrix}1&1\\1&-1\end{pmatrix}}}
e la si applica in prodotto vettoriale allo stato del fotone, come segue:
{\displaystyle {\frac {1}{\sqrt {2}}}{\begin{pmatrix}1&1\\1&-1\end{pmatrix}}\times {\binom {\frac {1}{\sqrt {2}}}{\frac {1}{\sqrt {2}}}}={\binom {1}{0}}}
Dal risultato si evince che il fotone inviato nell'interferometro verrà rilevato esclusivamente da D0 (la probabilità di eseguire il cammino superiore è pari a 1) e mai da D1, posto lungo il cammino inferiore. In modo complementare, un fotone preparato nello stato {\displaystyle {\binom {1}{0}}} uscirà dall'interferometro nello stato {\displaystyle {\binom {0}{1}}} e perciò sarà rilevato sempre da D1 e mai da D0.

### Percorso interrotto

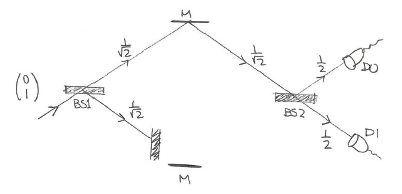
Interferometro di Mach-Zehnder con percorso inferiore bloccato

Se si modifica la struttura dell'interferometro ponendo ad esempio un blocco di materiale assorbente lungo il percorso inferiore, è possibile analizzare nuovamente i cammini del fotone (e quindi le probabilità associate) utilizzando il metodo illustrato nel paragrafo precedente. Lo schema è riportato nella figura.
Il fotone incidente è posto nello stato {\displaystyle {\binom {0}{1}}} come visto precedentemente, il primo beam splitter BS1 modifica le probabilità del fotone producendo un vettore colonna pari a {\displaystyle {\binom {\frac {1}{\sqrt {2}}}{\frac {1}{\sqrt {2}}}}}. A questo punto però il fotone può proseguire seguendo il cammino superiore con probabilità pari a {\displaystyle {\frac {1}{2}}} oppure essere assorbito dal blocco consistente con egual probabilità. Come denotato dalla figura, una volta superato M1 lo stato del fotone sarà {\displaystyle {\binom {\frac {1}{\sqrt {2}}}{0}}}. Infine il fotone incontrerà il secondo beam splitter BS2 dal quale è possibile ottenere lo stato finale calcolando il prodotto vettoriale tra la matrice caratteristica di BS2 e lo stato precedente:
{\displaystyle {\frac {1}{\sqrt {2}}}{\begin{pmatrix}1&1\\1&-1\end{pmatrix}}\times {\binom {\frac {1}{\sqrt {2}}}{0}}={\binom {\frac {1}{2}}{\frac {1}{2}}}}
Perciò vi sarà una probabilità pari a {\displaystyle |{\frac {1}{2}}|^{2}={\frac {1}{4}}} che il fotone venga rilevato da D0 o da D1.
Questo risultato è strabiliante, poiché permette di effettuare una misura senza interagire direttamente con il sistema misurato ed è un fenomeno della meccanica quantistica che non ha un analogo nel mondo classico.
In definitiva i risultati di questa configurazione dell'interferometro di Mach Zehnder sono:
- fotone assorbito con probabilità pari a {\displaystyle {\frac {1}{2}}}
- fotone rilevato da D0 con probabilità pari a {\displaystyle {\frac {1}{4}}}
- fotone rilevato da D1 con probabilità pari a {\displaystyle {\frac {1}{4}}}

Il risultato ottenuto è coerente in quanto {\displaystyle {\frac {1}{2}}+{\frac {1}{4}}+{\frac {1}{4}}=1}
Confrontando i due casi analizzati (configurazione "classica" e configurazione con ostacolo) il caso in cui D1 rilevi il fotone è indicatore della presenza di un ostacolo lungo il cammino inferiore ma, sostanzialmente, la particella non ha mai interagito con il materiale assorbente. Questo fenomeno non esiste in fisica classica ed è trattato esaustivamente dal famoso esperimento mentale di Elitzur-Vaidman, nel quale è possibile "misurare" il corretto funzionamento (o meno) di una bomba senza innescarne il meccanismo di detonazione.